# Булатович, Миодраг
Миодраг Булатович (серб. Миодраг Булатовић, 20 февраля 1930, Биело-Поле — 15 марта 1991, Игало) — сербский  писатель, драматург и журналист, писал на сербском языке.

## Биография
С детства страдал эпилептическими припадками, поздно научился читать. Окончил гимназию в Крушеваце, затем Белградский университет, изучал литературу и психологию. После университета работал как журналист, в том числе — на радио. Как прозаик дебютировал в 1956 книгой рассказов, за которую получил премию Союза писателей Сербии.
В 1970-х годах выступал с нападками на Данило Киша. В конце жизни стал видным членом Социалистической партии Сербии, занял крайнюю националистическую позицию.

## Творчество
Автор гротескно-фантастических произведений, развивающих традиции плутовского романа, Боккаччо, Рабле, Сервантеса, Эдгара По, Гоголя, Кафки и в определенной мере близких литературе магического реализма, творчеству Гюнтера Грасса. Кроме романов и новелл, ему принадлежит пьеса по мотивам Беккета «Вот и Годо» (1966), многочисленные статьи в периодике.

## Романы и новеллы
- Явление чертей/ Ђаволи долазе, книга новелл (1956)
- Колокол и волк/ Вук и звоно, книга новелл (1958)
- Красный петух летит прямо в небо/ Црвени петао лети према небу (1959)
- Герой на осляти/ Херој на магарцу (1967)
- Война была лучше/Рат је био бољи (1969)
- Люди с четырьмя пальцами/ Људи са четири прста (1975, премия журнала НИН)
- Пятый палец/ Пети прст (1977)
- Gullo Gullo (1983)

## Интервью
- Bulatovic M., Đorđić S. Nikad istim putem. Beograd: Beogradski izdavačko-grafički zavod; Srpska književna zadruga, 1999 (книга бесед с писателем)

## Признание
Проза Булатовича переведена на многие языки мира.